# Clatteringshaws Loch
Clatteringshaws Loch ist ein Stausee in den schottischen Lowlands. Er liegt etwa acht Kilometer westlich von New Galloway im Galloway Forest Park in der Council Area Dumfries and Galloway.

## Geschichte
Der Clatteringshaws Loch gehört zu einem Netz von Stauseen in Dumfries and Galloway zur Nutzung der Wasserkraft (Galloway Water Power Scheme). Er gilt als der einzige vollständig künstliche See innerhalb dieses Systems. Der durch Aufstauung des Dees entstandene See wurde in den 1930er Jahren eingerichtet. Nach Beginn der Arbeiten 1932 war das Sperrwerk im Juni 1934 weitgehend fertiggestellt. Die Arbeiten an dem Sperrwerk durch die Unternehmen Merz and McLellan sowie Sir Alexander Gibb and Partners waren dann 1936 vollständig abgeschlossen. Im selben Jahr wurden die Bauarbeiten des zugehörigen Wasserkraftwerks Glenlee abgeschlossen. 1938 nahm die mit zwei 12 kW Generatoren ausgeführte Anlage ihren Betrieb auf.
Die Anlage entstand noch vor dem Schottischen Wasserkraft-Gesetz von 1943 und beeinflusste die Ausgestaltung und Verabschiedung des Gesetzes, gegen das Vorbehalte bestanden. Ihr Sperrwerk ist als Denkmal der Kategorie B eingestuft. Die A712, die entlang des Südostufers verläuft, bestand bereits vor der Aufstauung. Sie querte den Dee ein kurzes Stück südlich des Sperrwerks auf der 1789 errichteten Clatteringshaws Bridge (auch High Bridge of Dee genannt). Diese wiederum entstand durch Verlegung der Straße, die den Dee einst auf einer 1703 errichteten Brücke (Old Bridge of Dee) inmitten des Sees querte. Heute nutzt die A712 einen Brückenneubau direkt neben der Clatteringshaws Bridge.

## Beschreibung
Der Clatteringshaws Loch liegt inmitten des Galloway Forest Parks. Nahe seines Ostufers im Raploch-Moor wurde der Bruce’s Stone an dem Ort aufgerichtet, an dem Robert the Bruce nach dem Gefecht von Glen Trool 1307 gerastet haben soll. Der See liegt in einer weitgehend unbesiedelten Region zwischen dem 463 Meter hohen Cairnsmore of Dee im Osten und dem 477 Meter hohen Craignell im Südwesten. Die nächstgelegenen substantiellen Ortschaften sind New Galloway und St John’s Town of Dalry in etwa acht Kilometer im Osten beziehungsweise Nordosten. Newton Stewart befindet sich rund 17 Kilometer südwestlich. Die A712 erschließt den Clatteringshaws Loch.
Der Stausee weist eine Länge von 3,0 Kilometern bei einer maximalen Breite von 2,6 Kilometern auf. Bei maximaler Stauung fasst er 36,6 Mio. Kubikmeter und weist eine mittlere Tiefe von 9,4 Metern auf. Sein Einzugsgebiet bedeckt 98,12 Quadratkilometer entlang des Oberlaufs des Dees. Es umfasst vornehmlich Wald- (43 %) und Grasland (29 %). Der Umfang des 387 Hektar bedeckenden, auf einer Höhe von 177 Meter gelegenen Sees beträgt 14 Kilometer.
Sein modern ausgestaltetes Betonsperrwerk gilt als ingenieurstechnische Pionierleistung in Schottland. Es weist eine Länge von 457 Metern auf und erhebt sich höchstens 23,8 Meter über das Dee-Tal. Seine Krümmung und die moderne Ausgestaltung, die am Wasserkraftwerk Glenlee fortgeführt ist, werden stilistischen Anforderungen zugeschrieben, welche die Akzeptanz der Wasserkraft gegenüber den Gesetzgeber erhöhen sollten. Es handelt sich um das größte Sperrwerk innerhalb des Galloway Water Power Schemes. Die Wasserentnahme erfolgt über einen Kanal am Nordostufer. Über Druckröhren wird der Abfluss dem rund sechs Kilometer nordöstlich gelegenen Wasserkraftwerk Glenlee am Water of Ken, einem Nebenfluss des Dees, zugeführt.